# Юрая Хийп
Юрая Хийп (на английски: Uriah Heep) е английска рок група, образувана през 1969 г., след като се е наричала „Дъ Столкърс“ (The Stalkers), а после от 1967 до 1968 г. „Спайс“ (Spice). Музиката на групата съдържа елементи на прогресив рок, арт рок, хардрок и хевиметъл. Най-успешните ѝ години са между 1970 и 1976 г. В този период групата е най-продуктивна (записва по близо два албума за година). Основен композитор през този период е Кен Хенсли. Съставът с най-високите постижения в биографията на групата включва Дейвид Байрън, Кен Хенсли, Мик Бокс, Гари Тейн и Лий Кърслейк. Характерни за групата са честите персонални промени в състава ѝ, като единственият музикант, който е останал в различните формации от края на 60-те години на 20 век до днес, е китаристът Мик Бокс, законен собственик на името „Юрая Хийп“ (групата е кръстена на двете имена на герой от романа „Дейвид Копърфийлд“ на Чарлс Дикенс).
Въпреки че в Европа съставът успява да придобие широка популярност, „Юрая Хийп“ не успява да пробие на американския пазар, с изключение на три хита: „Easy Livin'“, „Sweet Lorraine“ и „Stealin'“.
Феновете подчертават финеса, мелодичността и изобретателността на композициите, както и сценичното присъствие на групата.
Юрая Хийп все още съществува и концертира, като има твърди последователи в Германия, Нидерландия, Скандинавските страни, Балканите, Япония и Русия.

## История

### 1967 – 1971
Корените на групата започват от 1967 г., когато 19-годишният китарист Мик Бокс формира група в Брентууд, наречена Hogwash, която започва да свири в местни клубове и пъбове. Когато певецът на бандата си тръгва, барабанистът Роджър Пенлингтън предлага на братовчед си Дейвид Гарик (който познава групата) да бъде заместник. Кук и Гарик веднага формират партньорство за композиции и с по-високи музикални стремежи, отколкото колегите си, решават да се откажат от дневната си работа и да работят професионално. Създават нова група, наречена Spice. Тогава Дейвид Гарик променя фамилията си на Байрън. Барабанистът Алекс Напиер (роден през 1947 г. в Глазгоу, Стратклид, Шотландия) се присъединява, като отговаря на реклама от музикален вестник. Басистът Пол Нютон от The Gods попълва състава.
Още от самото начало, Spice избягва да свири кавъри и според Бокс винаги се стреми „... да направи нещо оригинално“. Първоначално управлявана от бащата на Нютон, бандата се изкачва до The Marquee, след което подписва с Гери Брон (шефът на Hit Record Productions Ltd.), който вижда бандата в клуба „Blues Loft“ в Хай Уикъмб. „Мислех, че те са банда, която бих могъл да развия, и аз ги взех на тази основа“ – спомня си по-късно Брон. Той става мениджър на групата и ги подписва с Vertigo Records, новосъздадения лейбъл Philips. Четиримата музиканти се озовават в Lansdowne Studios в Лондон, все още под името Spice. Тогава името е променено на това на известния герой на Дейвид Копърфилд, Юрая Хийп. Съгласно автобиографията на Дейв Линг от групата „Wizards and Demons, The Uriah Heep Story“, въпреки че през декември 1969 г. е избрано Uriah Heep, групата продължава да свири като Spice, докато Кен Хенсли идва през февруари 1970 г. След това, Юрая Хийп решава да разшири звука. „Всъщност записвахме половината от първия албум, когато решихме, че клавирите ще бъдат добри за нашия звук. Бях голям фен на Vanilla Fudge, с техния Hammond орган и изгаряща китара, и така или иначе имахме високите вокали на Дейвид. За това решихме да го оформим“, спомня си Бокс. Гери Брон води сесийния музикант Колин Ууд, а после и Кен Хенсли, бивш колега на Нютон в The Gods, който тогава свири на китара в Toe Fat. „Видях много възможности в групата да направят нещо много различно“, спомня си Хенсли.
Дебютният им албум от 1970 г. „...Very 'Eavy ...Very 'Umble“ (пуснат като Uriah Heep в Съединените щати), представя тежкия орган на Хенсли и китара, както и динамичните вокали на Дейвид Байрън, които се издигат над гръмотевични звукови фонове. Джаз елементи също са включени в записа. Заглавието на албума споменава подписаната фраза на героя на Дикенс Юрая Хийп („very 'umble“). Хенсли има малък принос за дебюта: Бокс и Байрън пишат по-голямата част от материала, включително „Gypsy“, по много начини „... брак на контрасти“, който с течение на времето става тяхната запазена марка. В едно интервю през 1989 г. Мик Бокс си спомня: „Странното беше, че го написахме в Общинския център на Хануел, а Дийп Пърпъл репетираха в съседната стая до нас. Можете да си представите каква ракета имаше между нас.“ Дебютът не е популярен сред рок критиците (особено в САЩ, където репортерът на „Ролинг Стоун“ Мелиса Милс невероятно обещава да се самоубие „ако тази група направи това“), но в ретроспекция отношението към него се променя. „Онези, които не са запознати с Uriah Heep, биха искали да чуят „Demons and Wizards“ или първо компилация, но всеки, който има сериозен интерес към Uriah Heep или корените на хевиметъла, ще намери много, което да хареса в „...Very 'eavy ...Very 'umble“, посъветва критикът Доналд А. Гуарико. В хода на албума започва да се развива връзката между Бокс, Байрън и Хенсли. „Бяхме много бързи, защото всички бяхме в едни и същи неща“, спомня си Мик Бокс.
Когато Найджъл Олсон се завръща в групата на Елтън Джон, Кийт Бейкър заема мястото му. Вторият албум на групата, „Salisbury“ (февруари 1971 г.), е по-равномерен в прогресив рок жанр, като заглавната 16-минутна песен съдържа оркестър от 24 части. Една от песните в албума, „Lady in Black“, се описва като „... стилно аранжирана мелодия, която се основава на акустична мелодия, пълна с призрачни хармонии и свирещи китарни рифове“ и става хит в Германия след повторното ѝ пускане през 1977 г. Продуциран от Гери Брон, вторият албум преминава дълъг път (според Allmusic) на перфектно съчетание на тежка метална мощ и прог рок с Uriah Heep и е също така значим за моменталното издигане на Кен Хенсли до позицията на главен композитор. Скоро след издаването на албума, Кейт Бейкър напуска групата и е заменен от Иън Кларк (от друга група на Vertigo – Cressida). С него групата прави първото си турне в САЩ през пролетта на 1971 г., подгрявайки Three Dog Night и Steppenwolf.
По това време сделката на Гери Брон с Philips / Vertigo свършва, затова той създава свой собствен лейбъл, Bronze Records. Третият албум е записан през летните месеци на 1971 г. по време на трите посещения на групата в Лансдоун. „Беше моментът, когато групата наистина намери солидна музикална посока“, казва Брон по-късно. Третият албум „Look at Yourself“, е оповестен през октомври 1971 г., бележи укрепването на разнообразните идеи, които са отличителни черти на неговия предшественик и представя единния звук и посока. Сред отличителните черти са заглавната „Tears In My Eyes“ и „July Morning“, много епични фенове на групата ги смятат за равнопоставени на „Stairway to Heaven“ на Led Zeppelin и „Child in Time“ на Deep Purple. „Мисля, че „July Morning“ е един от най-добрите примери за начина, по който групата се развива в този момент. Тя въвежда много динамика, много светлина и сянка в нашия звук“, казва Кен Хенсли. Албумът достига своя връх от номер 39 в Обединеното кралство.

### 1972 – 1976
До края на 1971 г. става ясно, според Хенсли, че той, Байрън и Бокс са се превърнали в тясно свързано ядро на групата. Чувствайки се маргинализиран и силно разтърсен, когато претърпява катастрофа в Германия с един от автомобилите на групата, най-напред Нютон напуска, през ноември 1971 г., и за кратко е заменен от Марк Кларк. Нютон припомня в интервю от 2000 г. на уеб сайта на Uriah Heep: „Е, както знаете, баща ми управляваше групата в ранните ѝ дни, с The Gods и Spice, купул е много съоръжения и т.н. Когато той и Кен се присъединяват към групата – и Кен е първият, който го признава – той има много категорични идеи за това, което искаше да направи с групата. Предполагам, че в някои отношения е било като превозното средство, което Кен е използвал и използвал. Да сложим собствените си идеи заедно. И няма нищо лошо в това. Мисля, да се изправим пред факта, че това, което направихме беше успешно, беше страхотно и за мен. Гери Брон сега беше мениджърът и баща ми се опитваше да си върне пари – да си върне парите обратно за оборудването и т.н. Всички бяха недоволни в много отношения. Всъщност исках да напусна доста време, преди да го направя, но не го направих. Както и да е, с тежките графици за работа и натиска и т.н., аз накрая се срутих на сцената една нощ и другите членове на групата решиха, че трябва да си отида. Това беше смешно, защото не исках и имаше много враждебност, но в същото време беше огромно облекчение“.
През същия този ноември, Иън Кларк е заменен от Лий Кърслейк, също от The Gods. Гари Тейн, член на Keef Hartley Band, се присъединява към Uriah Heep като постоянен член през февруари 1972 г. в средата на друго американско турне, заменяйки Марк Кларк. „Гари просто имаше стил за него, беше невероятно, защото всеки бас китарист в света, който някога съм познавал, винаги е обичал стила си с тези мелодични бас линии“, казва по-късно Бокс. По този начин се формира „класическият“ Uriah Heep и, според биографа К. Блоус, „Всичко просто си пасва на място“.
Резултатът от новооткритата химия е албумът „Demons and Wizards“, който достига № 20 в Обединеното кралство и 23 в САЩ през юни 1972 г. За да отхвърли всякакви възможни намеци относно някакъв вид концепция зад него, Хенсли заявява, че албумът е „... просто колекция от нашите песни, на които имахме добър запис“. Както критиците, така и любителите на групата поддържат албума във висока степен, което според Allmusic „... втвърдява репутацията на Uriah Heep като господар на готик-повлияния хевиметъл.
Два сингъла са издадени от албума: „The Wizard“ и „Easy Livin'“, а вторият дори успява да пробие в Billboard Hot 100. Шест месеца по-късно, през ноември 1972 г. петият студиен албум на Юрая Хийп „The Magician's Birthday“ (#28 Великобритания, 31 САЩ) излиза със „Sweet Lorraine“, издаден като американски сингъл, е най-високата точка на албума. „Юрая Хипй имаше имидж, сега има личност“, пише „Melody Maker“ през 1973 г. Мнозина копират от пищния Байрън. „Дейвид беше комуникационната точка, фокусната точка на сценичната презентация на цялата група. Той имаше толкова много харизма, толкова много способности“, признава Хенсли много години по-късно. Но Хенсли също се развива в сложна инструменталистка и сценична персона, чийто писателски и клавирен стил разпалва останалата част от групата.
Следва двойният „Uriah Heep Live“, записан в кметството на Бирмингам през януари 1973 г. След като завършва още едно японско турне, бандата (поради данъчни проблеми) записа в „Chateau d'Herouville“ във Франция. Там е създадена солидната, но скоро широко разпространена, „Sweet Freedom“ (# 18 Великобритания, 33 САЩ), създадена със „Stealin'“, издадена като сингъл. След като придобива световно признание, групата оставя фентъзи света в текстовете си и прави очевидно пронизване на гъвкавостта чрез добавяне на фънк („Dreamer“) и акустика по модела на съвременните певци към палитрата. Кен Хенсли постепенно записва собствения си, по-мек материал. Неговият соло дебют „Proud Words on a Dusty Shelf“ е издаден същата година.
„Wonderworld“ (юни 1974), записан в музикалните студия на Мюнхен през януари, разочарова фенове и членове на групата. „Записването в чужбина прекъсна нормалния начин на работа на групата и това имаше голям отрицателен ефект върху нея. Нашата комуникация се разпадаше, спорехме и се занимавахме с въпроси извън музиката“, казва Хенсли. Бокс си спомня седмиците, прекарани в студиото, като „драматични“ по всички неправилни причини. „Дейвид е пиян през по-голямата част от времето, Кени е разстроен и непрекъснато се опитвах да му помогна, така че беше трудно и за мен. Имаше и малко търкане, защото Кени не харесва цялото внимание, което Дейвид получаваше. Гари Тейн беше с още по-сериозни проблеми“. През септември се появяват проблеми, когато басистът получава сериозен токов удар на сцената в Далас по време на концерт в „Moody Coliseum“ на Southern Methodist University на 15 септември 1974 г. След това, останалата част от турнето в САЩ е отменена и английските дати са пренасрочени до октомври. Скоро след излизането от болницата, Тейн открито обвинява мениджъра, че е превърнал Юрая Хийп във „финансово нещо“ и е уволнен два месеца след последния концерт на групата през 1974 г. в Оксфорд, Нова Зеландия. Година по-късно на 8 декември 1975 г., Гари Тейн е намерен мъртъв в своя дом в Норууд Грийн, след като е предозирал с хероин.
Джон Уетън (бивш член на Family and King Crimson) се присъединява към групата през март 1975 г. и с него е записан „Return to Fantasy“ (юни 1975). Представляващи възстановена Юрая Хийп, тя се изкачва до номер 7 в Обединеното кралство. „Това беше облекчение, да има някой солиден и надежден и той имаше и много идеи“, спомня си Бокс. Следващото световно турне е помрачено от нов инцидент. Мик Бокс пада на сцената в Луисвил, Кентъки на 2 август 1975 г., разбивайки радиалната кост в дясната си ръка (но той продължава сета и турнето, получавайки три инжекции за една нощ). На 26 март 1976 г. в аудиторията на Рой Уилкинс в Сейнт Пол, Минесота, Джон Уетън също претърпява инцидент, когато той (подобно на неговия предшественик Тейн) получава токов удар на сцената. През ноември 1975 г. излиза компилацията „The Best of Uriah Heep“, предшествана от два самостоятелни албума: дебюта на Байрън „Take No Prisoners“ и вторият на Хенсли „Willing to Please“.
„High and Mighty“ излиза през юни 1976 г. Въпросът за продуцентството тук се превръща в главна тема. Брон е ангажиран с не-музикални проекти, за това групата решава да продуцира сама албума. Мениджърът по-късно настоява, че резултатът е най-лошият албум на Хийп, докато Хенсли го обвинява, че умишлено игнорира интересите на групата. Албумът обаче е пуснат по най-разточителен начин. Но това не съответства на качеството на концертите, които са все по-хаотични поради поведението на Байрън на сцената. „Винаги се е напивал след концерт, но никога не е стигал до там, да бъде пиян на самото шоу, което винаги е било преди всичко“. – спомня си Хенсли. „Разстоянието между Дейвид и останалите нараства до непроизводителни пропорции“, според Блоус. „Това е трагедия да го кажа, но Дейвид беше един от тези класически хора, които не можеха да се справят с факта, че нещата не са наред и той търсеше утеха в бутилката“, коментира Брон. През юли 1976 г., след последното шоу от испанското турне, Байрън е уволнен. Скоро басистът Джон Уeтън обявява, че се отказва. Очевидно той не се чувства добре в групата, нито колегите му. Хенсли по-късно обяснява: „Когато се присъединихме, решихме, че можем да заменим голям басист (Тейн) с друг велик басист, но пренебрегнахме фактора за личността, който е от решаващо значение. Тя просто не работи – тялото я отхвърли“.

### 1977 – 1981
Юрая Хийп наема басиста Тревър Болдър (бивш на Дейвид Бауи, Мик Ронсън) и след прослушването на Дейвид Ковърдейл (Deep Purple, Whitesnake), Иън Хънтър и Гари Холтън (Heavy Metal Kids) е избран Джон Лоутън, бивш вокал на Lucifer's Friend и Les Humphries Singers, с които се отказват от фентъзи-ориентираните текстове и композиции от няколко части към по-ясен хардрок звук, типичен за епохата. Бокс казва по-късно: „По имидж не беше точно това, което търсехме, но неговите вокали бяха перфектни.“ Хенсли се съгласява: „Той имаше глас, за който мислех, че ще даде ново измерение“.
„Firefly“ е пуснат през февруари 1977 г., показвайки „нова енергия и енергия в разкриването на онова, което очевидно е ново начало за Heep“, (според K. Блоус) „нова жизненост и увереност“ (според ревю на Mirror). Както и способностите на новия певец: според Allmusic, въпреки че липсва мулти-октавната гама на Дейвид Байрън, „... се похвали с впечатляващ и емоционално богат хардрок глас, който веднага пасна на звука на Uriah Heep“. След това, бандата обикаля САЩ, подкрепяйки Kiss. Пол Стенли по-късно си спомня: „Те бяха невероятно професионални и толкова последователни, че най-лошите им нощи бяха отлични, а най-добрите от тях бяха страхотни“.
„Innocent Victim“ е издаден през ноември 1977 г., „има лекия ръб на Firefly“. Сингълът „Free Me“ става международен хит (превърнал се в номер 1 в Нова Зеландия). В Германия албумът продава над един милион копия и става най-успешният за Юрая Хийп, който съвпада с успеха на повторното издание на „Lady in Black“. За известно време през този период има три сингъла, които остават в германския Топ 20, като „Wise Man“ (от „Firefly“), „Lady in Black“ и „Free Me“.
В края на 1978 г. „Fallen Angel“ излиза. Междувременно, относителната стабилност в периода с Лоутън осуетява задкулисните размирици, свързани с това, че Кен Хенсли печели много повече от колегите си. „Всичко, което той е написал, трябва да се използва...“, казва Бокс. Основният разрив обаче се развива между Хенсли и Лоутън. Както пише К. Блоус, „съчетанието от постоянно търкане между двамата (водещо към насилието, което групата е виждала) и постоянното присъствие на съпругата на Лоутън на път, най-накрая водят до неговото напускане, скоро след като свирят на „Bilzen Festival“ в Белгия през август 1979 г.
Бившият певец на Lone Star Джон Сломън, който свири на клавири и китара, е неговият заместник. Но почти веднага Лий Кърслейк си тръгва, след скандал с Брон, когото барабанистът обвинява за фаворизиране на материала на Хенсли. Няколко парчета от следващия албум трябва да бъдат презаписани с нов барабанист, Крис Слейд. „Conquest“ излиза през февруари 1980 г. и получава 5 звезди от „Record Mirror“, но според Бокс „е труден албум за запис“ и представлява „бъркотия“ (по думите на Тревър Болдър).
Заседание в канцеларията на мениджъра относно несъгласието между писането на песните, е последното напрежение и през септември 1980 г. Хенсли напуска групата. Грег Дехерт, канадец, който е работил със Сломън в Pulsar, идва и бандата продължава с 23-дневна обиколка на Великобритания. След това Сломън си тръгва, цитирайки музикални различия по някаква причина. По-късно той ще работи с UFO, Гари Мур и Робърт Палмър. Огромната липса на Хенсли поставя групата в състояние на колапс. Бокс и Болдър посещават Дейвид Байрън с атрактивни предложения. – „Не можехме да повярваме, когато каза, че не иска и да чуе“ – спомня си китаристът. Болдър, който по това време „... е имал достатъчно от Гери Брон и мениджмънта“, решава да се присъедини към Wishbone Ash. Когато Дехърт напуска, Юрая Хийп остава само с Мик Бокс, който държи името и договора. Заглавието на „Melody Maker“ – „Heap of Heep“ отразява отношението на пресата към възможното бъдеще на групата.

### 1982 – 1986
Бокс звъни на Лий Кърслейк (който междувременно свири в „Blizzard of Ozz“ заедно с Ози Озбърн), а барабанистът води със себе си и басиста Боб Дейсли. После се присъединява и Джон Синклеър, когото Бокс познава още от времето, когато е член на Heavy Metal Kids, и който свири с група от Лос Анджелис, наречена Lion. Новият вокалист на групата става Питър Голби от Trapeze. Интересното при него е, че веднъж той се явява на прослушване и не успява, а иронията е, че Хенсли е единственият член на групата, който го е подкрепил като избор. „С всички нас, допринасящи за писането, ние подготвихме новото си направление“, спомня си Бокс.
Продуциран от Ашли Хоу, албумът „Abominog“ (според Блоус) е „... важен ... по начина, по който издърпва Хийп от седемдесетте и ги забива в осемдесетте години с решителност, дори ако звучи малко американски“. Издаден през март 1982 г., той печели благосклонност от критиците. Албумът навлиза сравнително добре в американските класации (#56), след американското му пускане през септември 1982 г., а групата успешно се представя на „Monsters of Rock“ няколко седмици преди това на 21 август.
„Head First“ (май 1983) е продуциран отново от Ашли Хоу (който според Голби става „като шестият член на групата“). Неотдавна преди изданието, Дейсли напуска групата, за да се върне при Ози Озбърн, а Тревър Болдър отново се присъединява към Юрая Хийп. И двата албума, „Abominog“ и „Head First“, актуализират звука на групата и генерират кратък, новооткрит интерес към Юрая Хийп сред по-младите фенове на хевиметъл музиката.
Групата е на турне в САЩ, като подкрепа за Rush, Judas Priest и Def Leppard, чийто вокалист Джо Елиът си спомня: „Те бяха най-добрата група, с която някога сме били на път като хедлайнер или съпорт, защото нямаха его, нито претенции. Те бяха добри, а ние научихме много от тях“. По това време Гери Брон вече не е мениджър на Юрая Хийп. Големи азиатски и южноамерикански турнета последват за групата, преди да се върне в студиото с продуцента Тони Плат и да сключи нова сделка с Portrait на CBS, подсигурена от новия мениджър Хари Малоуни. В същото време, бившият вокалист Дейвид Байрън умира от сърдечен удар и чернодробно заболяване на 28 февруари 1985 г. на 38-годишна възраст.
„Equator“ (март 1985 г.) се продава лошо, поради факта, че „CBS просто не си свърши работата в магазините“, според Бокс. От друга страна, онова, което Кърк Блоус описва като „солиден продукт, който имаше потенциал да се справи изключително добре“, е разгледано по-неблагоприятно от по-късните рецензенти. Джейсън Андерсън твърди, че с този „нежен“ албум, групата разхищава шанса, който Portrait ѝ дава.
Изцяло изчерпан и имащ сериозни гласови проблеми, Голби напуска през ноември 1985 г. след австралийското турне. „Обичах и вярвах в Юрая Хийп, но в края на краищата изритах глупостите от себе си“, са неговите думи за раздяла. След това Джон Синклеър решава да се присъедини към Ози Озбърн и клавиристът Фил Лансън (Grand Prix, Sad Café) го заменя.
Американският певец Стеф Фонтейн, бивш член на християнската метъл група Joshua, се присъединява през юли 1986 г., но е критикуван за това, че е напълно „непрофесионален“ (пропуска по някаква причина концерт в Сан Франциско) и е уволнен през септември 1986 г. след само една американска обиколка. Позицията на вокалист е предложена на бившия такъв на групите Grand Prix, Praying Mantis и Stratus, Бърни Шоу.

### 1987–
Групата остава непроменена от 1986 г. до 2007 г., като включва Мик Бокс, Тревър Болдър, Лий Кърслейк, Бърни Шоу и Фил Лансън. Обичайните им турнета са в Германия, Холандия, Скандинавия, Япония и Русия. През декември 1987 г. те са една от първите западни групи в СССР. На олимпийския стадион в Москва, групата свири десет последователни нощи пред общо 180 000 души, което е представено в международната преса, не само като постижение за Юрая Хийп, но и за пробив на западната музика като цяло. Концертите са записани и издадени като албум „Live in Moscow“, който включва и три нови песни. По ирония на съдбата, екскурзията зад Желязната завеса, добре възстановява името на групата у дома. След серия от концерти в Чехословакия, Източен Берлин и България, групата се завръща във Великобритания за „Reading Festival“ през август 1988 г. и обикаля Великобритания с The Dogs D'Amour.
„Raging Silence“, продуциран от Ричард Дод и пуснат през май 1989 г., е последван от завръщане в Съветския съюз, концерти в Полша, Източен Берлин, шест дати в Бразилия и друго британско турне. „Последните две години са най-приятното от цялото ми време в Хийп.“ – твърди Тревър Болдър по онова време. Групата свири в Central TV Studios в Нотингам на 29 ноември 1989 г. (филмът е показан като част от независимата телевизионна серия Bedrock и няколко години по-късно е повторен) и празнува своята 20-годишнина със серия от компилации и повторни издания.
„Different World“ (1991) получава смесени отзиви от пресата и се продава лошо. „Друг технически, хубав, но артистично безвкусен албум от Юрая Хийп“, според Allmusic. С постоянни участия, групата издава някои компилации, които се считат за най-забележителни, от които „Rarities from the Bronze Age“ и „The Lansdowne Tapes“ (с преди неиздаден материал от началото на 70-те). И все пак първата половина на 90-те години се разглежда дори от феновете на бандата като „пустинни години“.
В края на март / началото на април 1995 г. бившият певец на групата Джон Лоутън за кратко се връща в Юрая Хийп в продължение на две седмици, за турне в Южна Африка и Австрия с Deep Purple, замествайки Бърни Шоу, който по онова време страда от гласови проблеми.
Албумът „Sea of Light“ (издаден през април 1995 г.), е продуциран от групата заедно с Кал Трап, и е добре приет, като се възприема като връщане на формата в групата, като ключът към успеха е начинът, по който „оставя недобросъвестния глем метъл от „Equator“ за връщане към стария стил, който подчертава класическите албуми на бандата като „Look at Yourself“.
„Sonic Origami“, първоначално е издаден в Европа и Япония през есента на 1998 г., а след това година по-късно в САЩ и има „велик, епичен тон“, който, според критиката на Стив Хюи, не винаги се сравнява с хардрока на Юрая Хийп, който звучи като проницателен. Изданието е последвано от успешно европейско турне, което продължава през 1999 г.
Групата пуска „The Legend Continues“ DVD-то и след това обикаля Великобритания. Събиране с Кен Хенсли и Джон Лоутън се състои в Лондон на 7 декември 2001 г. в рамките на „Magicians Birthday Party“, който оттогава се превръща в традиция, въпреки че Хенсли никога не се връща отново.
По-рано през 2001 г., през лятото групата е на първото си турне в САЩ от седем години и се завръща през следващата година, за да оглави двете нощи на „Classic Rock Festival“ в Патриотичния театър в Трентън, Ню Джърси на 5 и 6 октомври 2002 г., заедно с Mostly Autumn, Asia, Karnataka, Focus и Nektar. Юрая Хийп свири електрическо шоу на първата вечер и изцяло акустично на втората.
През по-голямата част от следващите години, групата се завръща във Великобритания за турне или просто за ежегодния им концерт, „The Magicians Birthday Party“. През цялото време Мик Бокс действа като мениджър на бандата, докато на 5 април 2005 г. е нает Саймън Портър като мениджър.
В началото на 2007 г. барабанистът Лий Кърслейк трябва да напусне групата поради влошено здраве. През март тази година, групата взима Ръсел Гилбрук като нов барабанист и веднага започва записването на нов студиен албум, наречен „Wake the Sleeper“, където те използват двойни барабани в песните „Wake the Sleeper“ и „War Child“. Първоначално планиран за издание през лятото на 2007, Universal Music най-накрая пуска „Wake the Sleeper“ на 2 юни 2008 г.
През октомври 2009 г. Юрая Хийп издава албум за 40-годишнината, съдържащ нови студийни записи на дванадесет от най-известните си песни, както и две съвсем нови песни. „Тази колекция отново подчертава, че Юрая Хийп заслужават голямо уважение към предишните си постижения, но далеч по-важното е, че става ясно, че това е група със светло бъдеще, както и славна история“, пише Крис Кий в 9/10 ревю за списание „Powerplay“ от февруари 2010 г.
Турнето в САЩ за юни / юли 2010 г. е забавено поради проблеми с имиграцията. Първите две дати трябва да бъдат пренасрочени. Това води до „B.B. King's“ в Ню Йорк като първата дата на обиколката. След това групата свири на живо на прогресив рок сцената на „High Voltage Festival“ във Victoria Park в Лондон на 25 юли 2010 г. Те свирят само песни от своя албум от 1972 г. „Demons and Wizards“, към който се присъединява бившият китарист на Whitesnake Мики Муди.
Юрая Хийп пуска своя 23-ти студиен албум „Into the Wild“ на 15 април 2011 г. в Европа (3 май в Северна Америка) чрез Frontiers Records.
Басистът Тревър Болдър умира на 21 май 2013 г., след като страда от рак на панкреаса, на 62 години. Британският басист Джон Йовит (Ark, IQ, Arena) го заменя временно, следван от Дейви Римър.
През май 2013 г., когато групата е на турне в Холандия, Германия, Австрия, Италия и Швейцария, към тях се присъединява отново 70-годишния им вокалист Джон Лоутън, който замества Бърни Шоу, който иска свободно време за рутинна медицинска процедура. Тогава Бърни и Джон се изправят пред групата за шоуто си в Сан Хавиер, Испания на 12 юли. През август същата година Юрая Хийп изнасят двучасов концерт заедно с Джон Лаутън и Бърни Шоу пред паметника на Асеневци във Велико Търново по време на големия Мото рок фест.
Юрая Хийп влиза в студио през януари 2014 г., за да започне да записва своя 24-ти албум „Outsider“, издаден през юни 2014 г.
През март 2015 г. групата заминава на „Down Unda Tour“ в Сидни, Мелбърн, Пърт, Аделаида, Бризбейн и Оукланд. На 25 септември е обявен 25-ия студиен албум „Totally Driven“ – колекция от презаписани класически песни, направени през 2001 г., и издаден на 12 ноември. На 15 октомври същата година групата свири заедно с Кен Хенсли и Лий Кърслейк на специален двучасов концерт в Москва.
Шведският певец Стефан Берггрен, от Berggren Kerslake Band, замества Бърни Шоу на вокалите на фестивала Розенхайм в Германия на 14 юли 2016 г. и отново по-късно същата година за фестивал на Нова година в Сибиу, Румъния, заради семеен ангажимент.

## В България
В България името на групата особено ярко се свързва с култа към известната им песен „July Morning“, вдъхновила неформалния празник Джулая – посрещането на слънчевия изгрев на 1 юли на брега на Черно море. „Юрая Хийп“ са първата световноизвестна хардрок група, която гостува в България по време на комунистическия режим. Това става през август 1988 г., като изнасят около 25 концерта в най-големите български градове.

## Състав
| Настоящи членове - Мик Бокс – соло китара, беквокали (1969 – ) - Фил Ланзън – клавири, беквокали (1986 – ) - Бърни Шоу – вокали (1986 – ) - Ръсел Гилбрук – барабани (2007 – ) - Дейви Римър – бас (2013 – ) - Тeйс ван Лер – флейта, на турне (2001 – ) |  | Предишни членове - Дейвид Байрън – вокали (1969 – 1976) - Алекс Напиер – барабани (1969 – 1970) - Пол Нютън – бас, беквокали (1969 – 1971) - Кен Хенсли – клавири, беквокали, китара (1969 – 1980) - Найджъл Олсон – барабани (1970) - Кейт Бейкър – барабани (1970 – 1971) - Иън Кларк – барабани (1971) - Марк Кларк – бас, беквокали (1971 – 1972) - Лий Кърслейк – барабани, беквокали (1971 – 1979, 1981 – 2007) - Гари Тейн – бас (1972 – 1975) - Джон Уетън – бас, беквокали (1975 – 1976) - Тревър Болдър – бас, беквокали (1976 – 1981, 1983 – 2013) - Джон Лоутън – вокали (1976 – 1979, 1995, 2013) - Джон Сломън – вокали, клавири (1979 – 1981) - Крис Слейд – барабани (1979 – 1981) - Грег Дехерт – клавири (1980 – 1981) - Боб Дейсли – бас (1981 – 1983) - Питър Голби – вокали (1981 – 1985) - Джон Синклеър – клавири (1981 – 1986) - Стеф Фонтейн – вокали (1986) |

## Дискография
Албуми
| - „...Very 'Eavy ...Very 'Umble“ (1970) - „Salisbury“ (1971) - „Look at Yourself“ (1971) - „Demons and Wizards“ (1972) - „The Magician's Birthday“ (1972) - „Sweet Freedom“ (1973) - „Wonderworld“ (1974) - „Return to Fantasy“ (1975) - „High and Mighty“ (1976) - „Firefly“ (1977) - „Innocent Victim“ (1977) - „Fallen Angel“ (1978) - „Conquest“ (1980) - „Abominog“ (1982) - „Head First“ (1983) - „Equator“ (1985) | - „Raging Silence“ (1989) - „Different World“ (1991) - „Sea of Light“ (1995) - „Sonic Origami“ (1998) - „Wake the Sleeper“ (2008) - „Celebration“ (2009) - „Into the Wild“ (2011) - „Outsider“ (2014) - „Totally Driven“ (2015) - „Living the Dream“ (2018) - Fifty Years In Rock of Uriah Heep (2021) - „Chaos & Colour“ (2023) |

### С Айрис
- Lady In Black – 2002 (кавър на Lady in Black в албума на Айрис Matase Alba)[1][2]